# Phryxe rapida
Phryxe rapida là một loài ruồi trong họ Tachinidae.